# Nacho Novo
Ignacio Javier Gómez Novo (* 26. März 1979 in Ferrol), genannt Nacho Novo, ist ein spanischer Fußballspieler. Der Stürmer spielt seit 2016 für den nordirischen Verein Glentoran FC.

## Laufbahn
Nacho Novo, der im Norden von Spanien geboren wurde, begann seine Karriere bei der Jugendmannschaft der SD Huesca. In der Saison 2001/02 spielte er erstmals in der ersten Mannschaft von SD Huesca mit. Schon während der Saison wechselte Novo ablösefrei nach Schottland zu den Raith Rovers. In 37 Spielen schoss Nacho Novo bei den Rovers 20 Tore und somit wurden andere schottische Vereine auf den jungen Spanier aufmerksam. Im Sommer 2002 wurde er für etwa 150.000 Euro an den FC Dundee verkauft, wo er für eine ganze Saison in der schottischen Premier-League spielte. In seiner zweiten Saison im Dens Park schoss Novo 25 Tore und verhalf Dundee somit in die erste Runde des UEFA-Pokals. In der überaus erfolgreichen ersten Saison bei den Glasgow Rangers erzielte Novo 25 Tore in 48 Spielen und verhalf seiner Mannschaft somit zum Meistertitel in der schottischen Premier-League.
Im November 2004 fand Novo eine Morddrohung in der Nähe seines Wohnhauses auf eine Wand gesprüht, im nächsten Monat wurden die Reifen seines Autos aufgeschlitzt. Während der Saison 2005/06 verletzte sich Novo am rechten Fuß und fiel für längere Zeit aus. Nach seiner Rückkehr schaffte er es nicht, in den verbleibenden 20 Spielen ein Tor zu erzielen.
Am 21. Dezember 2007 unterschrieb er für weitere zwei Jahre bei den Rangers. Am 1. Mai 2008 schoss er den entscheidenden Elfmeter im Elfmeterschießen gegen die AC Florenz im UEFA-Pokal. Die Glasgow Rangers erreichten so das Finale. Im Finale selbst wurde er selbst beim Stande von 0:1 in der 77. Minute für Saša Papac eingewechselt. Die 0:2-Niederlage gegen Zenit St. Petersburg konnte er allerdings nicht mehr verhindern. Am 21. Mai 2010 wurde seine Verpflichtung durch den spanischen Erstligisten Sporting Gijón (für zwei Jahre) bekannt gegeben. Im Februar 2012 unterschrieb er einen Vertrag bei Legia Warschau und wurde polnischer Pokalsieger.
Im Sommer 2012 kehrte er nach Spanien zurück und unterschrieb bei seinem ehemaligen Klub SD Huesca. Nach nur einer Saison wechselte Novo im Oktober zum schottischen Zweitligisten Greenock Morton, wo sein Vertrag nach drei Monaten einvernehmlich aufgelöst wurde. Am 11. Februar 2014 unterzeichnete er beim englischen Drittligisten Carlisle United einen Vertrag bis zum Saisonende.

## Erfolge
- Schottische Meisterschaft: 2004/05, 2008/09, 2009/10
- Schottischer Pokalsieger: 2007/08, 2008/09
- Scottish League Cup: 2004/05, 2007/08, 2009/10
- Polnischer Pokalsieger: 2011/12